# Шоссе Фрезер
Шоссе́ Фре́зер (название с 1930 года) — шоссе в Москве, на территории района Нижегородского района Юго-Восточного административного округа (исторический район Карачарово).
Проходит параллельно Малому кольцу Московской железной дороги, соединяя 1-ю Фрезерную улицу и Рязанский проспект. Нумерация домов начинается от 1-й Фрезерной улицы. Слева примыкают 2-я Фрезерная улица, Басовская улица и Перовское шоссе, и справа — 5-я Кабельная улица.

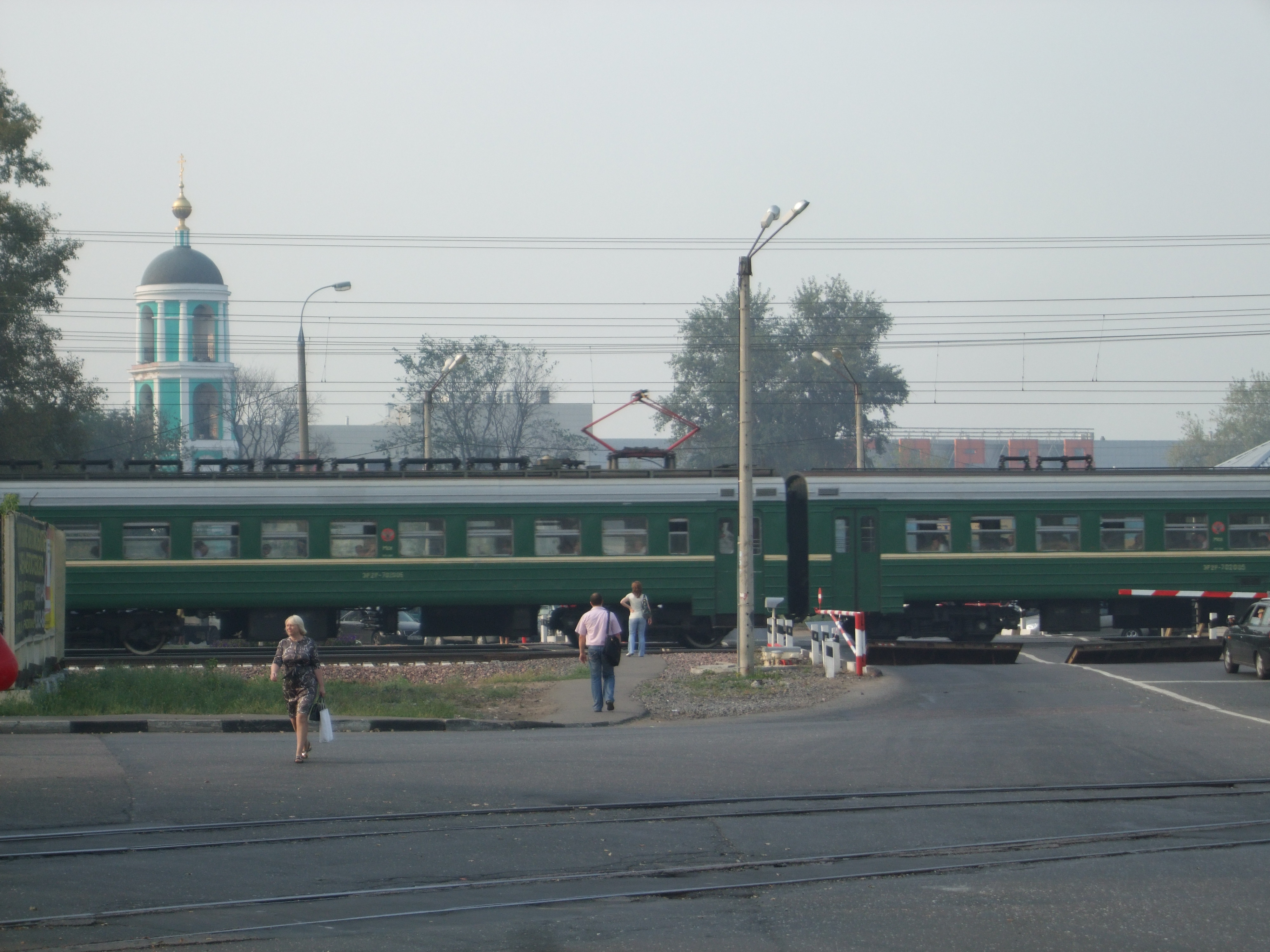
Москва, Карачаровский железнодорожный переезд. Вид в сторону Рязанского проспекта; на момент 2017 года, закрыт уже несколько лет, — после ДТП электропоезда и автомобильной фуры.

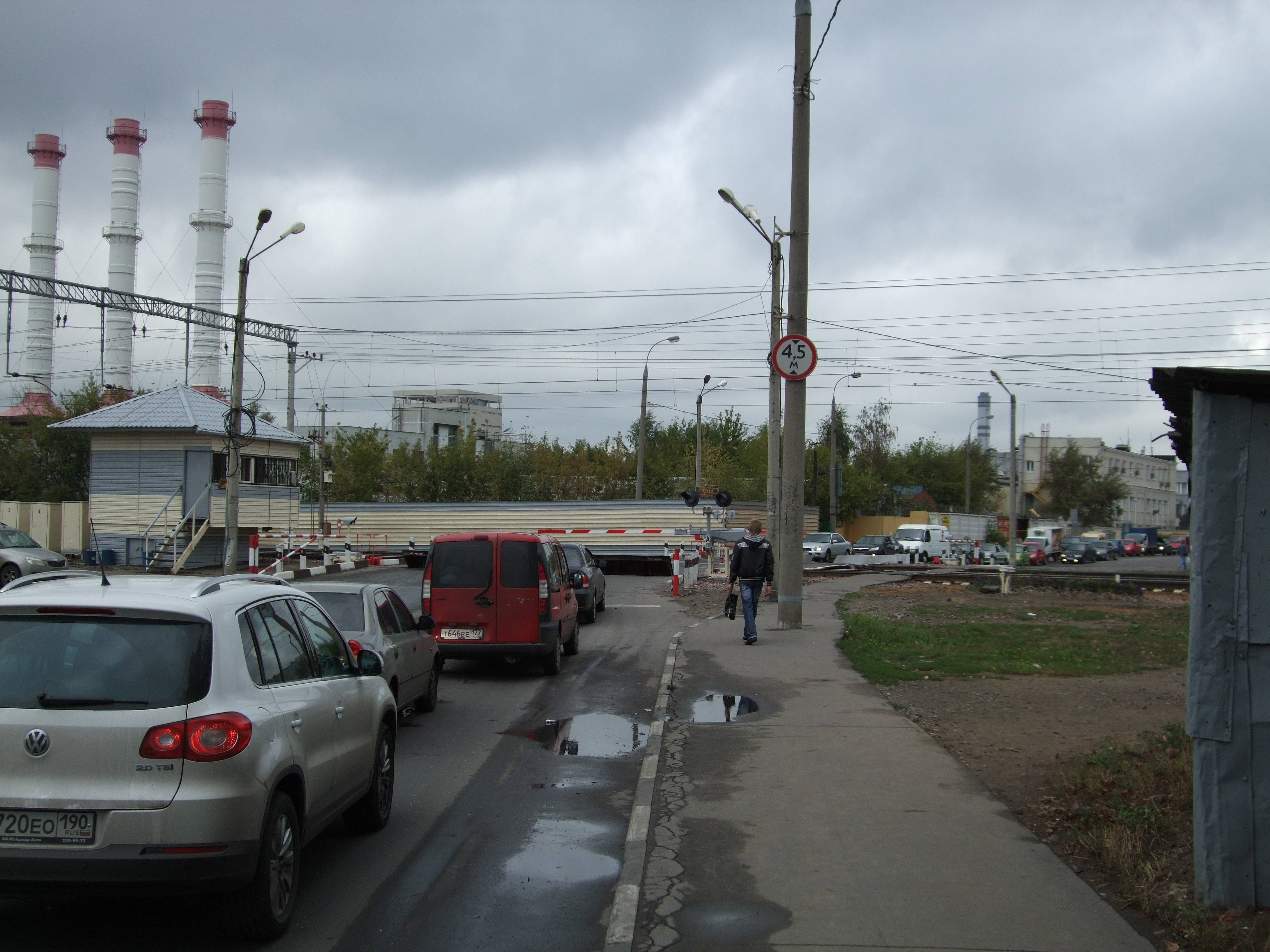
Бывший Карачаровский железнодорожный переезд, вид в сторону платформы Фрезер

Между Перовским шоссе и Рязанским проспектом, на шоссе Фрезер, был расположен Карачаровский железнодорожный переезд. После ДТП на этом переезде 18 сентября 2012 года он был реконструирован в наземный пешеходный переход.

## История
Шоссе было названо в 1930 году по направлению на завод «Фрезер» (позже «Энергофрезер»). К 1931 году земли, принадлежащие колхозу «Красная победа», так называемое Карачаровское были выделены для строительства завода «Фрезер», специализирующегося на производстве металлорежущего инструмента, а территория включена в состав Москвы.
В 1961 году также построен так называемый «дальний корпус» МГТУ Станкин, многие выпускники которого проходили практику на заводе «Фрезер», а потом работали на различных заводах Карачарова.

## Здания и сооружения
По нечётной стороне:
- дом 1/2 — проходная завода «Энергофрезер»
- дома 5/1, 7/2, 9, 11, 13, 15 — жилые дома, (7/2 — признан аварийным, люди выселены в 2009 году. В начале 2013 года снесён.)

По чётной стороне:
- Вдоль шоссе расположены многочисленные пути товарной станции Андроновка — самой большой станции МК МЖД
- 10 — МГТУ Станкин, «дальний корпус» (на углу с 5-й Кабельной улицей)
- 12 — гаражный кооператив «Нижегородец»
- 32 — специализированная автобаза МГУП «Мосводоканал» (филиал № 3)
- Рязанский проспект, дом 3 — Храм Троицы Живоначальной в Карачарове (см. выше, на фото Карачаровского переезда, слева)

## Транспорт

### Ближайшая станция метро

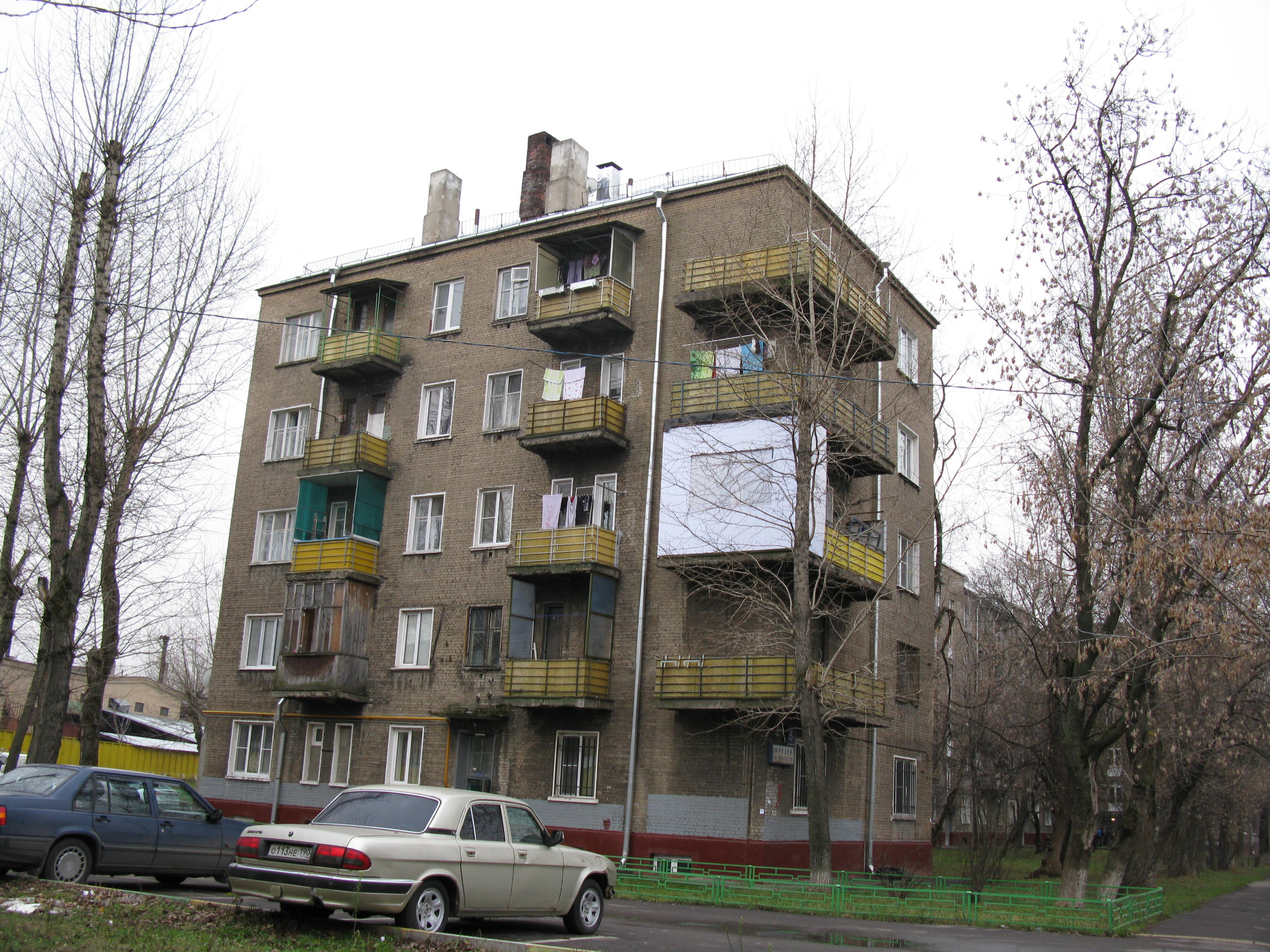
Жилой дом на шоссе Фрезер, 5/1

- Станция метро  Нижегородская

### Железнодорожный транспорт
- Станция МЦК  Андроновка
- Платформа Андроновка Казанского направления МЖД
- Станция МЦК  Нижегородская
- Платформа Нижегородская Горьковского направления МЖД

### Наземный транспорт
Особенностью наземного транспорта является то, что при движении в любом направлении автобусы проходят участок шоссе от 5-й Кабельной улицы до 1-й Фрезерной улицы дважды, делая разворот у платформы Фрезер. Поэтому на лобовом стекле всех автобусов стоят трафареты с указанием пункта следования.
- Исключение составляет автобус № 859, который при следовании к Карачарову у платформы Фрезер поворачивает на 1-ю Фрезерную улицу и возвращается на прежнюю трассу только у остановки «2-я Карачаровская улица»[5].

#### Остановки
- «Аптека»
- «2-я Фрезерная улица»
- «Шоссе Фрезер» (фактически завод «Энергофрезер»)
- «Платформа Андроновка»

#### Маршруты
- 695:  Электрозаводская —  Авиамоторная — Платформа Андроновка— Карачарово
- 859: Карачарово — Платформа Андроновка —  Авиамоторная — Центр обслуживания населения